# پاویون

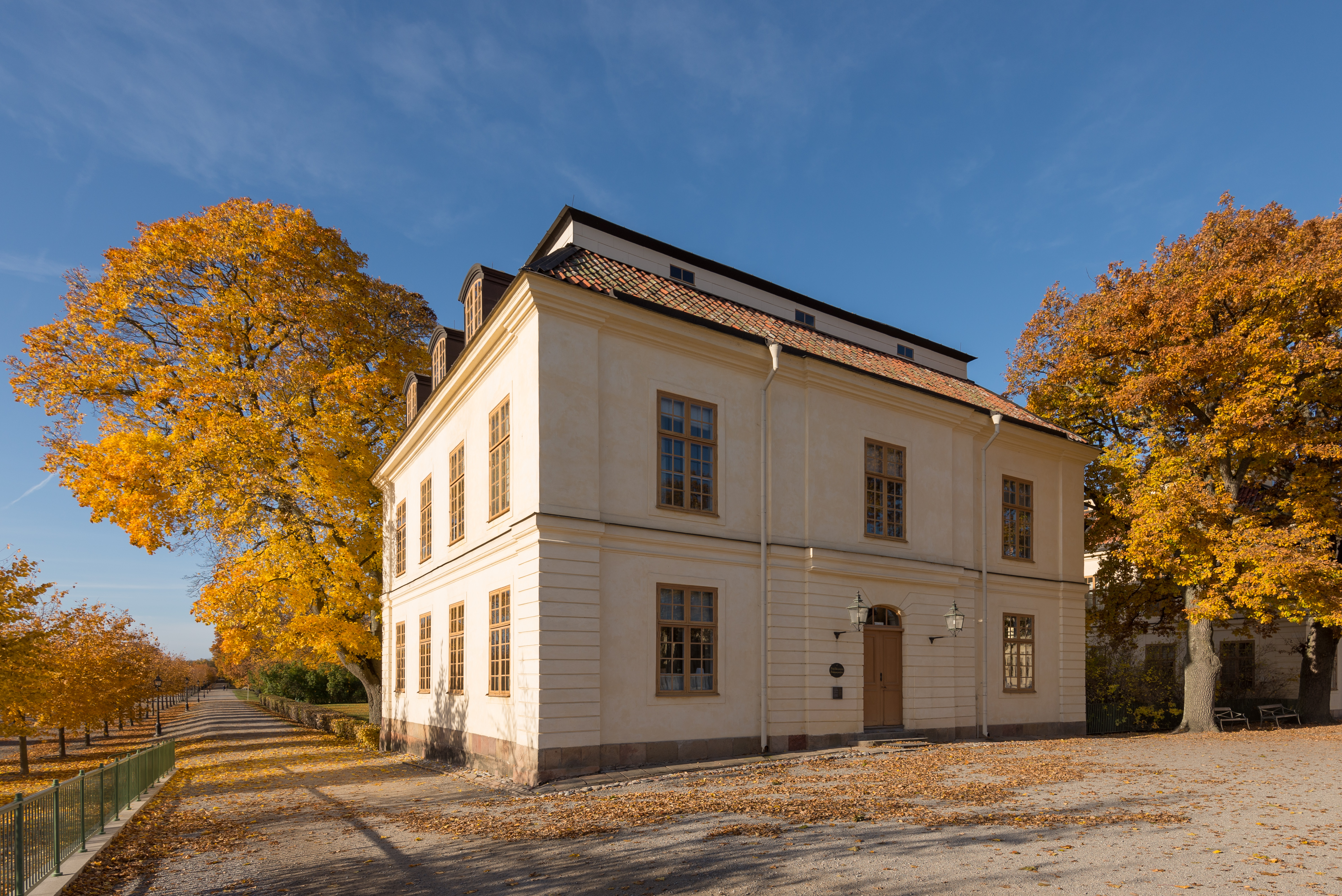
نگاره‌ای از پاویون اختصاصی ملکهٔ سوئد در کاخ دروت‌نینگ‌هولم.

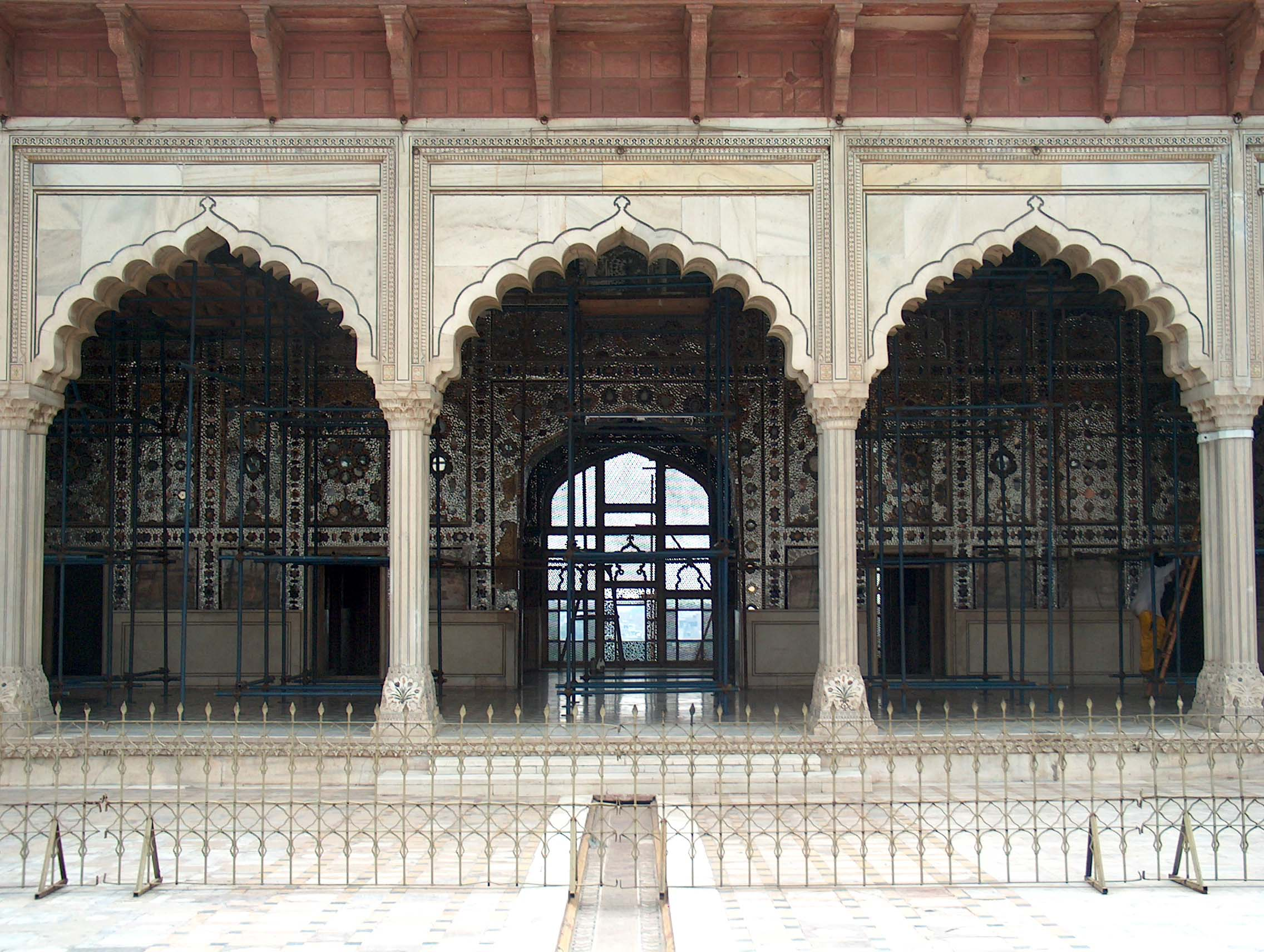
نمایی از شش محل در لاهور، پاکستان

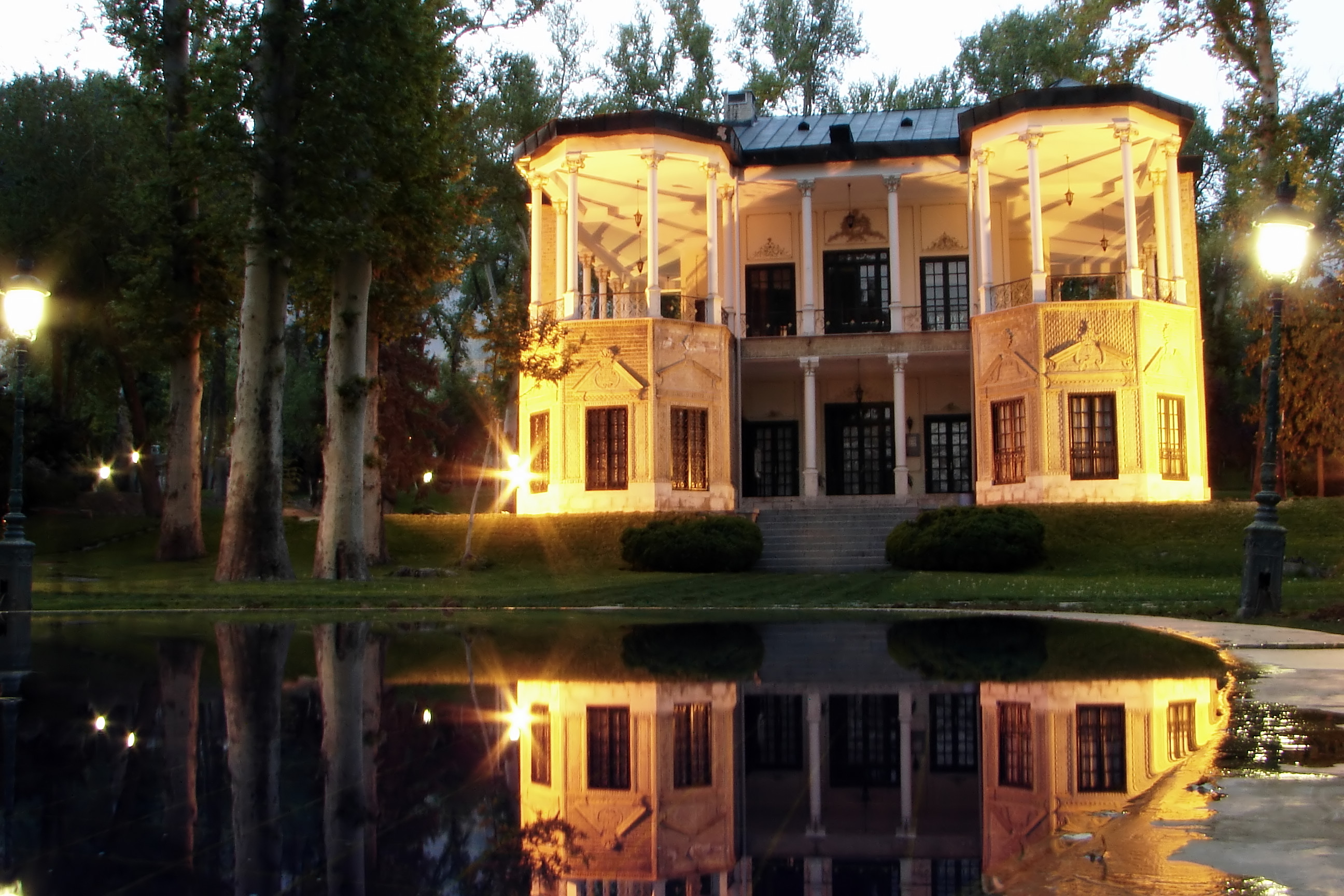
کوشک احمدشاهی در مجموعه نیاوران، تهران

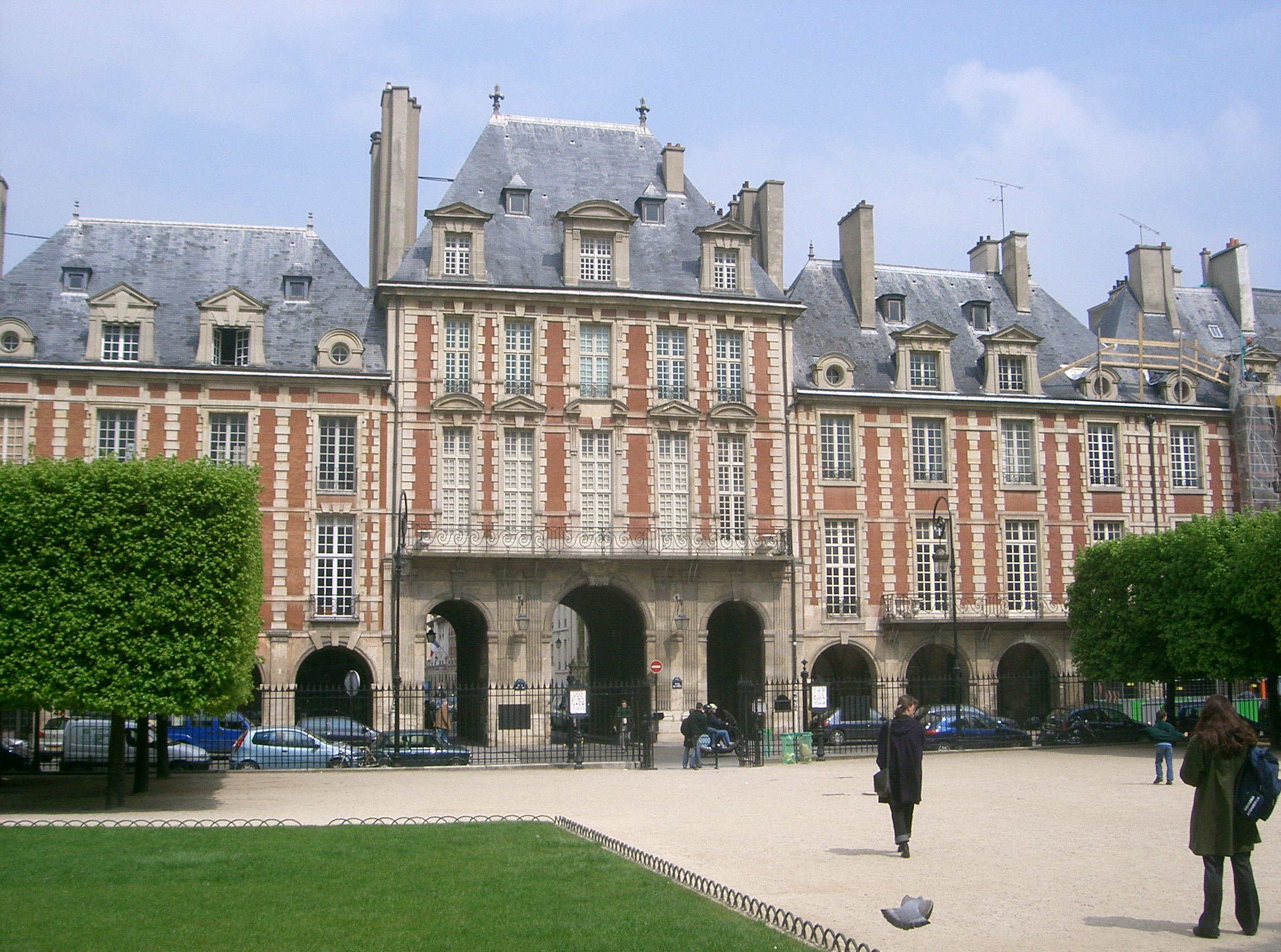
One of two pavilions that break the ranges of uniform housefronts in the Place des Vosges, پاریس

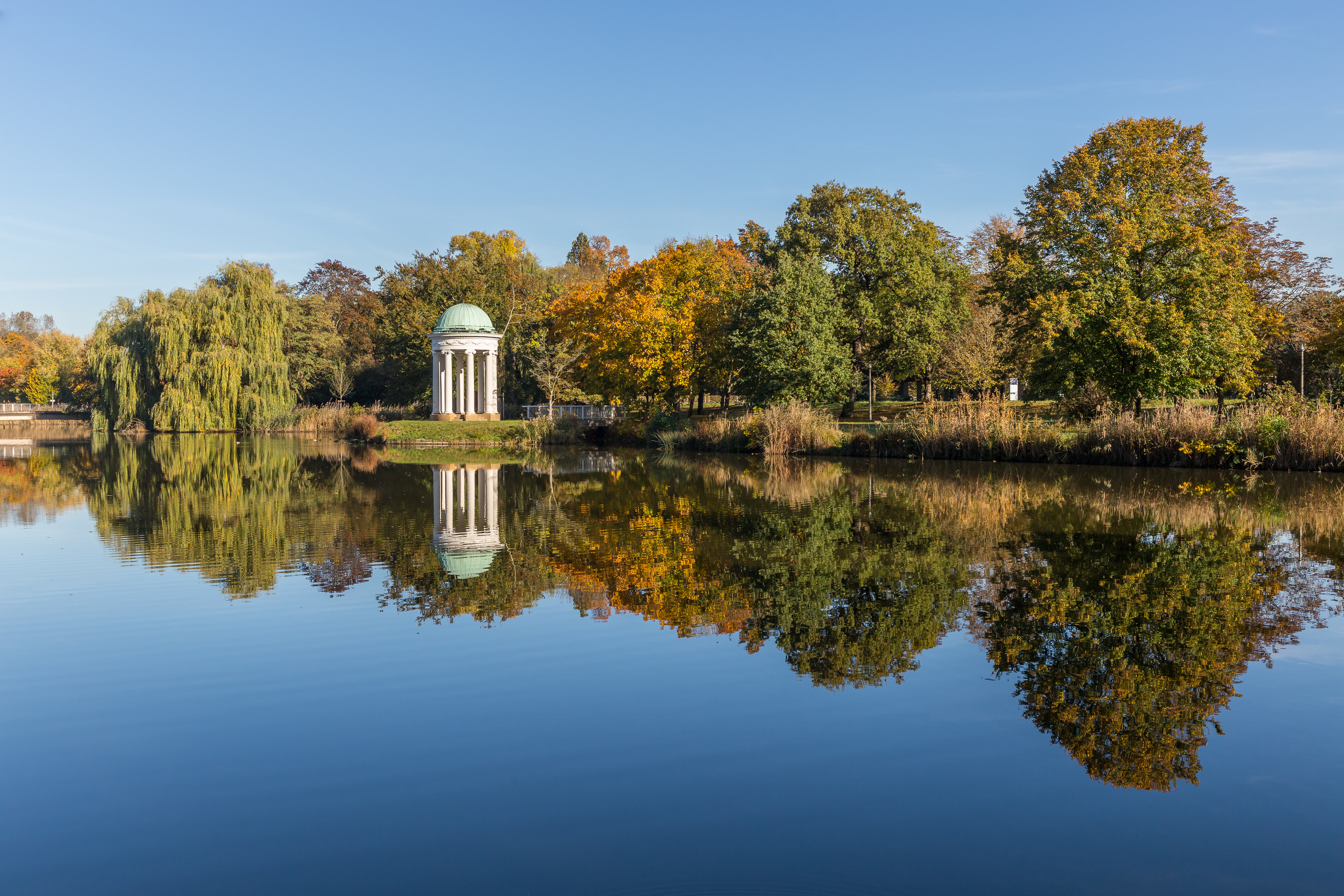
نگاره‌ای از منظر پاییزی یک پاویون باغی در پارک آگرا در مارک‌کلیبرگ، آلمان و انعکاس منظر بر روی آب.

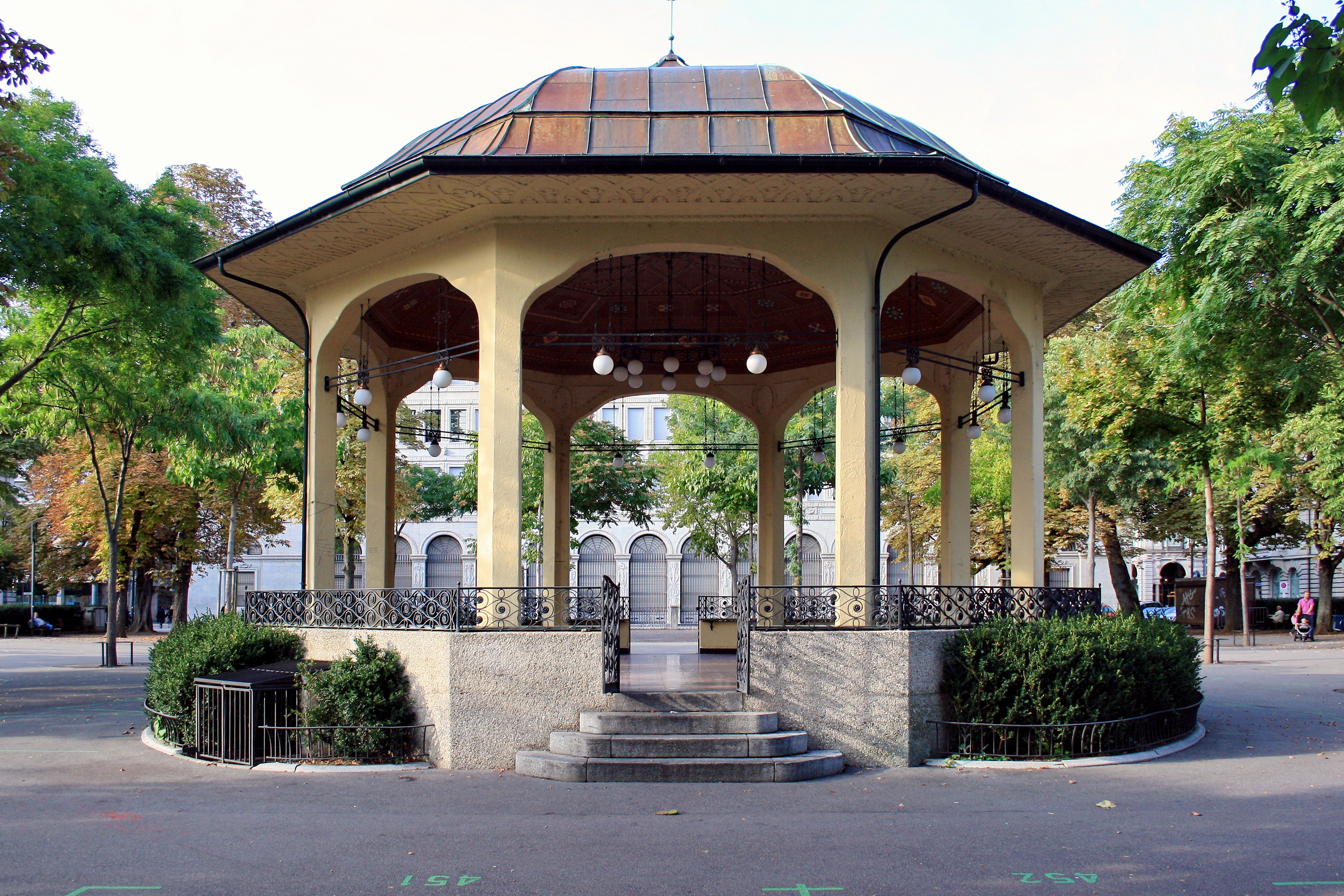
Bürkliplatz در زوریخ, سوییس

پاویون (به انگلیسی: Pavilion و Pavillion) (به فرانسوی: Pavillon) دارای دو معنای «سازهٔ ساده و مستقل» و «معماری کلاسیک» است. خیمه، غرفه، اقامتگاه موقت، کوشک (عمارت کلاه‌فرنگی)، عمارت تابستانی،  و سرایه در این گروه قرار دارند.

## سازه ساده و مستقل

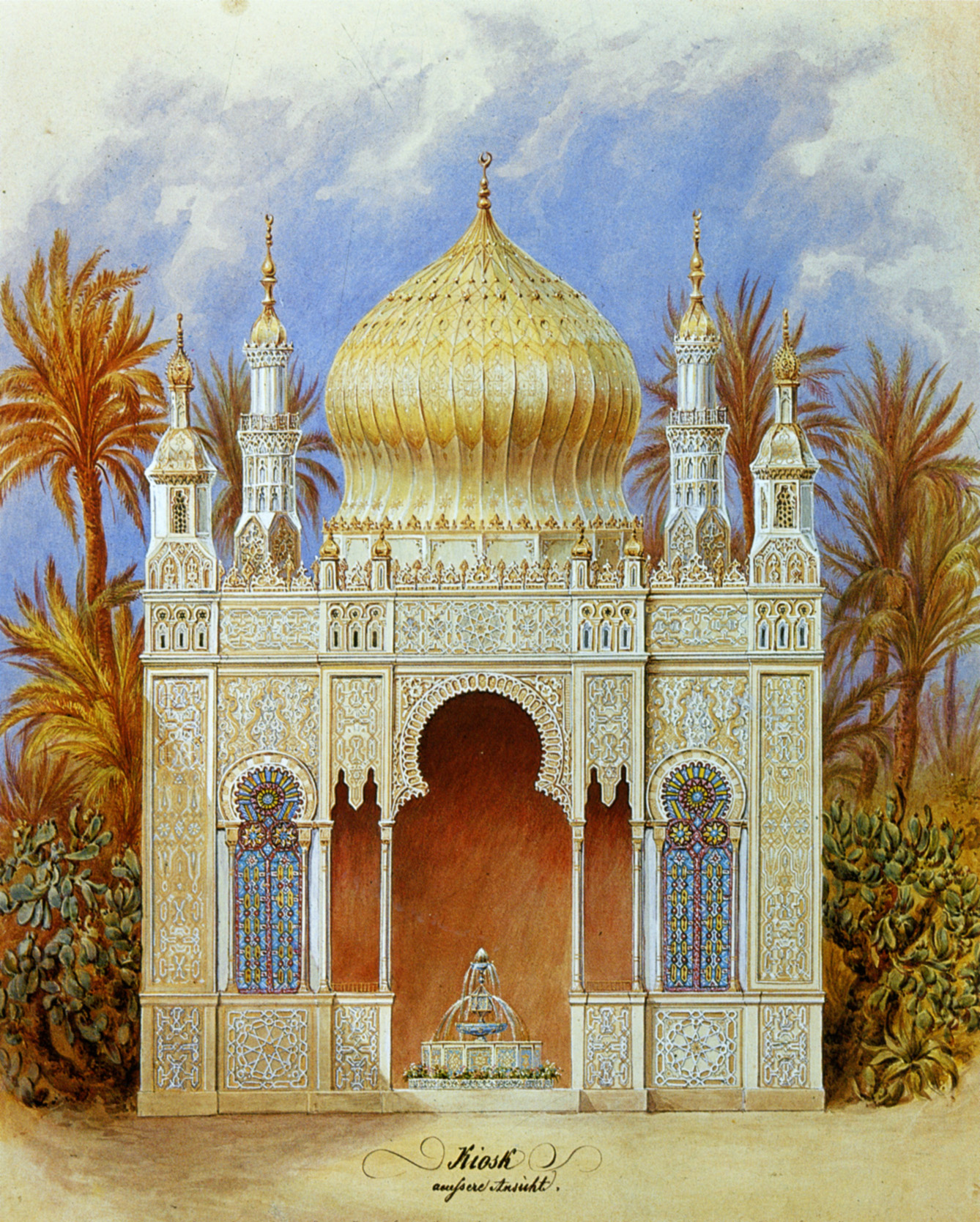
معماری کلاسیک

پاویون ممکن است اشاره به سازه‌ای داشته باشد که درفاصلهٔ کمی از اقامتگاه اصلی مستقر شده‌است. بزرگ یا کوچک، معمولاً رابطه‌ای میان آرامش و لذت و مورد استفادهٔ چنین سازه‌ای وجود دارد. پاویونی که مزیت استفاده از چشم‌اندازی خوب را فراهم می‌کند   عمارت کلاه فرنگی (Gazebo) نامیده می‌شود.
چنین پاویونی ممکن است شامل یک باغ کوچک خارج ساختمان باشد، مانند کوشک تابستانی یا یک آلاچیق یا کلبه. چنین پاویون‌هایی به خصوص در قرن هجدهم میلادی رایج بوده‌اند که می‌توانند معادل کلمهٔ Casina در زبان ایتالیایی باشند که برگردان آن به انگلیسی Casino می‌باشد. چنین مکانی اکثراً به یک معبد کوچک کلاسیک و محل نمایش و سرگرمی شباهت داشته‌ است.
یک خانه استخری (poolhouse)، به وسیلهٔ یک استخر شنا ممکن است دارای چنان شخصیت و جذابیتی شود که بتوان آن را پاویون نامید. در مقابل پاویون همچنین می‌تواند یک ساختمان به مراتب بزرگتر مانند کوشک سلطنتی در برایتون باشد که در واقع کاخی بزرگ به سبک شرقی است. به هر حال مانند همنام کوچکتر خود فاکتور اصلی در ساخت آن ایجاد لذت و محیطی آرام برای تمدد اعصاب می‌باشد.
پاویون ورزشی اغلب به ساختمانی در مجاورت زمین‌های ورزشی گفته می‌شود که برای تعویض لباس و نفس تازه کردن استفاده می‌شود و اغلب دارای ایوانی برای تماشاگران به منظور محافظت در برابر آفتاب است. پاویون دورتادوری نیز در استادیوم‌ها استفاده می‌شود، به خصوص در زمین‌های بیس بال به منظور ایجاد تمایز بین سکوهای معمولی، نشیمن گاه مسقف که در قسمت گرانتر محدودهٔ نشستن از جایگاه اصلی قرار داردو نشیمن‌گاه ارزانتر که قسمت بدون سقف ورزشگاه را شامل می‌شود.

## معماری کلاسیک
یک مفهوم اصلی دیگر پاویون، در یک محدوده از ساختمانهای متقارن سبک کلاسیک دیده می‌شود که در آن یک بلوک مرکزی وجود دارد، جناح‌ها ممکن است به یک پاویون منتهی شوند که در برخی سبک‌ها به منظور تأکید بر خاتمه کمپوزیسیون مهم قلمداد شده‌اند. درست مانند نقطه در انتهای یک جملهٔ کامل.
در Place des Vosges (قدیمی‌ترین میدان شهر پاریس) که در پاریس در سال‌های ۱۶۰۵ تا ۱۶۱۲ ساخته شده‌است، پاویون‌های دوقلو مراکز طرفین شمال و جنوب میدان را مشخص کرده‌اند. آن‌ها Pavillon du Roi و Pavillon de la Reine نامیده می‌شوند، هرچند که هیچ شخصیت سلطنتی ای تا به حال در این میدان زندگی نکرده‌است. به وسیلهٔ گذرگاه‌های سرپوشیده سه گانهٔ آنها، مانند اتاقک‌های مجاور دروازه‌ها عمل می‌کنند که امکان دسترسی به فضای مسلط بر میدان را می‌دهند. اتاقک‌های دروازه به سبک فرانسوی در قالب چنین پاویون‌هایی از یک قرن قبل از آن ساخته می‌شدند.
در مناطق روستایی، پاویون بنایی معمارانه‌است که برای شکار مورد استفاده قرار میگرفته‌است.
Pavillon de Galon در لوبرون فرانسه، نمونه‌ای از یک پاویون شکار اشرافی قرن هجدهمی می‌باشد. پاویون در محل یک ویلای رومی قدیمی واقع شده‌است که شامل باغ‌هایی "à la française" می‌باشد که برای پذیرایی از میهمان‌ها استفاده می‌شده‌است.